# Поминово (Можайский район)
Поминово — деревня в Можайском районе Московской области в составе сельского поселения Бородинское. Численность постоянного населения — 2 человека. До 2006 года Поминово входило в состав Синичинского сельского округа.
Деревня расположена в северо-западной части района, примерно в 30 км к северо-западу от Можайска, на левом берегу реки Лусянка, высота центра над уровнем моря 197 м. Ближайшие населённые пункты — Фалилеево на противоположном берегу реки, Черняки и Подсосенье в 0,5 км севернее. Через деревню проходит региональная автодорога 46Н-05489 Бородино — Бабынино.

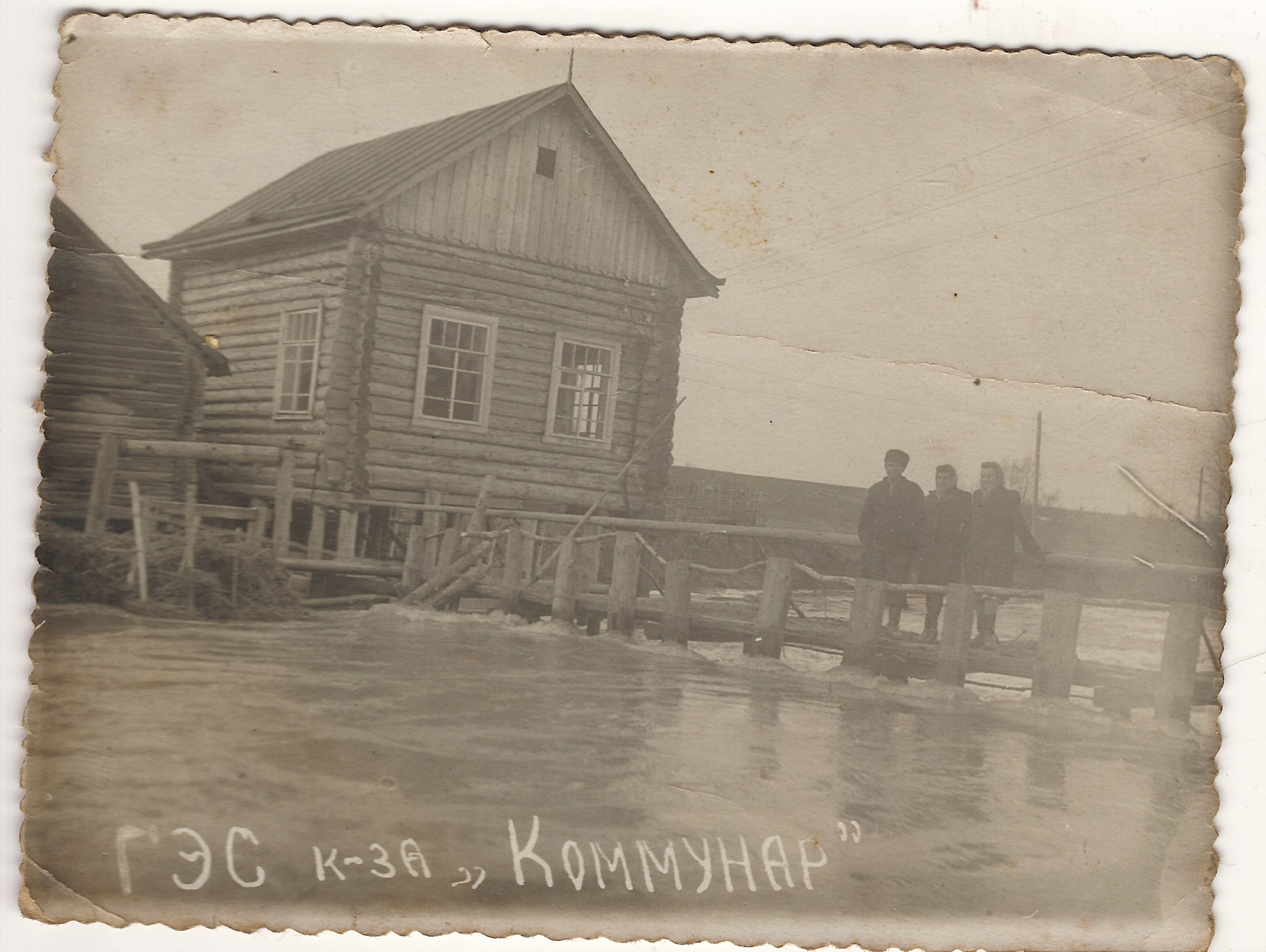

До начала 90-х в управлении деревни находилась ГЭС при колхозе "Коммунар". 